# NGC 2373
NGC 2373 est une galaxie spirale située dans la constellation des Gémeaux. NGC 2373 a été découverte par le physicien irlandais George Stoney en 1849.

## Caractéristiques
Sa vitesse par rapport au fond diffus cosmologique est de 7 930 ± 14 km/s, ce qui correspond à une distance de Hubble de 117,0 ± 8,2 Mpc (∼382 millions d'al).
À ce jour, trois mesures non basées sur le décalage vers le rouge (redshift) donnent une distance de 61,133 ± 4,086 Mpc (∼199 millions d'al), ce qui est loin à l'extérieur des valeurs de la distance de Hubble. Notons que c'est avec la valeur moyenne des mesures indépendantes, lorsqu'elles existent, que la base de données NASA/IPAC calcule le diamètre d'une galaxie et qu'en conséquence le diamètre de NGC 2373 pourrait être d'environ 30,5 kpc (∼99 500 al) si on utilisait la distance de Hubble pour le calculer.
NGC 2373 présente une large raie HI.